# Martine Deprez
Pour les articles homonymes, voir Deprez.
Martine Deprez, née le 26 avril 1969 à Wiltz, est une mathématicienne et femme politique luxembourgeoise, membre du Parti populaire chrétien-social (CSV).

## Biographie
Martine Deprez étudie les mathématiques à l'université du Luxembourg puis à l'université de Liège, en Belgique,.
Elle occupe le poste de ministre de la Santé et de la Sécurité sociale dans le gouvernement Luc Frieden depuis le 17 novembre 2023,.